# Kosowo na Zimowych Igrzyskach Olimpijskich 2022
Kosowo na Zimowych Igrzyskach Olimpijskich 2022 – występ kadry sportowców reprezentujących Kosowo na igrzyskach olimpijskich, które odbyły się w Pekinie, w Chińskiej Republice Ludowej, w dniach 4-20 lutego 2022 roku.
Reprezentacja Kosowa liczyła dwoje zawodników – kobietę i mężczyznę.
Był to drugi start Kosowa na zimowych igrzyskach olimpijskich.

## Reprezentanci

### Narciarstwo alpejskie
| Zawodnik      | Konkurencja              | 1 przejazd | 1 przejazd | 2 przejazd | 2 przejazd | Łącznie | Łącznie | Źródło |
| Zawodnik      | Konkurencja              | Czas       | Pozycja    | Czas       | Pozycja    | Czas    | Pozycja | Źródło |
| ------------- | ------------------------ | ---------- | ---------- | ---------- | ---------- | ------- | ------- | ------ |
| Kiana Kryeziu | slalom gigant kobiet     | 1:18,78    | 59.        | 1:23,41    | 49.        | 2:42,19 | 49.     | [ 1 ]  |
| Albin Tahiri  | slalom mężczyzn          | 1:04,01    | 44.        | 58,93      | 36.        | 2:02,94 | 37.     | [ 2 ]  |
| Albin Tahiri  | slalom gigant mężczyzn   | 1:13,42    | 37.        | 1:16,43    | 29.        | 2:29,85 | 30.     | [ 2 ]  |
| Albin Tahiri  | superkombinacja mężczyzn | 1:52,44    | 22.        | 55,85      | 15.        | 2:48,29 | 15.     | [ 2 ]  |
| Albin Tahiri  | zjazd mężczyzn           | —          | —          | —          | —          | 1:52,44 | 35.     | [ 2 ]  |